# Diocesi di Santa Marta
La diocesi di Santa Marta (in latino Dioecesis Sanctae Marthae) è una sede della Chiesa cattolica in Colombia suffraganea dell'arcidiocesi di Barranquilla. Nel 2022 contava 855.000 battezzati su 950.000 abitanti. È retta dal vescovo José Mario Bacci Trespalacios, C.I.M.

## Territorio
La diocesi comprende 17 comuni nella parte settentrionale del dipartimento colombiano di Magdalena: Santa Marta, Ciénaga, Aracataca, Fundación, Zona Bananera, Puebloviejo, Sitionuevo, Remolino, El Retén, Salamina, Pivijay, Algarrobo, El Piñón, Cerro de San Antonio, Concordia, Pedraza e Zapayán.
Sede vescovile è la città di Santa Marta, dove si trova l'omonima basilica cattedrale.
Il territorio si estende su una superficie di 11.333 km² ed è suddiviso in 55 parrocchie, raggruppate in 7 arcipreture.

## Storia
La diocesi è stata eretta il 9 gennaio 1534 ed è la più antica diocesi della Colombia. Lo stesso giorno, con la bolla Apostolatus officium di papa Clemente VII, fu nominato il primo vescovo, Alonso de Tobes, il quale tuttavia era già morto nel dicembre precedente. Il primo vescovo effettivo fu Juan Fernando Angulo, eletto il 6 settembre 1536.
È incerto se il territorio della diocesi fosse ricavato dalla diocesi di Santo Domingo o da quella di Panama. In ogni caso originariamente la diocesi era suffraganea dell'arcidiocesi di Siviglia, finché il 12 febbraio 1546 entrò a far parte della provincia ecclesiastica dell'arcidiocesi di Santo Domingo.
Durante l'episcopato di Juan de los Barrios, l'11 settembre 1562, la sede vescovile fu traslata a Santafé e il 22 marzo 1564 fu elevata al rango di arcidiocesi metropolitana, con il nome di arcidiocesi di Santafé. L'ex cattedrale di Santa Marta divenne una collegiata o, secondo altre fonti, un'abbazia nullius dipendente direttamente dalla Santa Sede. Tuttavia già il 15 aprile 1577 fu ristabilita la sede vescovile, suffraganea dell'arcidiocesi di Santafé en Nueva Granada, con la nomina del domenicano Juan Méndez de Villafranca.
Negli 1760 fu iniziata la costruzione dell'attuale cattedrale per iniziativa del vescovo Nicolás Gil Martínez y Malo e del governatore Andrés Pérez, in base ai progetti dell'architetto Juan Cayetano Chacón. In questo edificio trovò la prima sepoltura Simón Bolívar, fino a che i suoi resti non furono traslati a Caracas nel 1842.
Un primo tentativo di erigere il seminario vescovile avvenne negli anni 1669-1682, ma fallì per la mancanza di risorse. Fu definitivamente istituito nel 1788 durante l'episcopato di Francisco Navarro; tuttavia l'edificio che doveva ospitarlo sarà terminato solo il 4 gennaio 1811.
Il 20 giugno 1900 la diocesi divenne suffraganea dell'arcidiocesi di Cartagena.
Successivamente ha ceduto a più riprese porzioni del suo territorio a vantaggio dell'erezione di nuove circoscrizioni ecclesiastiche e precisamente:
- il vicariato apostolico della Guajira il 17 gennaio 1905;
- la prefettura apostolica di Río Magdalena (oggi diocesi di Barrancabermeja) il 2 aprile 1928;
- la prelatura territoriale di Bertrania nel Catatumbo (oggi diocesi di Tibú) il 1º agosto 1951
- la diocesi di Ocaña il 26 ottobre 1962.

Il 26 aprile 1969 è entrata a far parte della provincia ecclesiastica dell'arcidiocesi di Barranquilla.
Il 17 gennaio 2006 ha ceduto un'altra porzione di territorio a vantaggio dell'erezione della diocesi di El Banco.

## Cronotassi dei vescovi
Si omettono i periodi di sede vacante non superiori ai 2 anni o non storicamente accertati.
- Alonso de Tobes † (9 gennaio 1534, ma 18 dicembre 1533 deceduto) (vescovo eletto)

- Juan Fernando Angulo † (6 settembre 1536 - luglio 1542 deceduto)
- Martín de Calatayud, O.S.H. † (19 dicembre 1543 - 9 novembre 1548 deceduto)
  - Sede vacante (1548-1552)
- Juan de los Barrios, O.F.M.Obs. † (2 aprile 1552 - 11 settembre 1562 nominato vescovo di Santafé en Nueva Granada)[11]
  - Sede soppressa (1562-1577)
- Juan Méndez de Villafranca, O.P.  † (15 aprile 1577 - dicembre 1577 deceduto)
- Sebastián Ocando, O.F.M.Obs. † (6 febbraio 1579 - 21 giugno 1619 deceduto)
- Leonel de Cervantes y Caravajal † (17 marzo 1621 - 1º dicembre 1625 nominato vescovo di Santiago di Cuba)
- Lucas García Miranda † (15 dicembre 1625 - 1629 deceduto)
- Antonio Conderina Vega, O.S.A. † (16 dicembre 1630 - 26 maggio 1642 nominato vescovo di Huamanga)
- Juan del Espinar Orozco, O.P. † (16 giugno 1642 - circa 1652 deceduto)
  - Sede vacante (1652-1661)
  - Francisco de la Cruz, O.P. † (25 febbraio 1658 - circa 1661 deceduto) (vescovo eletto)[12]
- Francisco de la Trinidad Arrieta, O.P. † (5 settembre 1661 - 1664 deceduto)
- Melchor Liñán y Cisneros † (6 ottobre 1664 - 16 gennaio 1668 nominato vescovo di Popayán)
- Lucas Fernández de Piedrahita † (27 febbraio 1668 - 16 novembre 1676 nominato vescovo di Panama)
- Diego de Baños y Sotomayor † (13 settembre 1677 - 15 febbraio 1683 nominato vescovo di Caracas)
- Gregorio Iago Pastrana † (24 aprile 1684 - 1690 deceduto)
  - Sede vacante (1690-1694)
- Juan Victores de Velasco, O.S.B. † (19 luglio 1694 - 28 novembre 1707 nominato vescovo di Trujillo)
  - Sede vacante (1707-1715)
  - Luis de Gayoso, O.Cist. † (30 agosto 1713 - circa fine 1713 deceduto) (vescovo eletto)[12]
- Antonio de Monroy y Meneses, O. de M. † (21 gennaio 1715 - 1º settembre 1738 dimesso)
- José Ignacio Mijares Solórzano y Tobar † (11 novembre 1740 - 1742 deceduto)
- Juan Nieto Polo del Aguila † (15 luglio 1743 - 28 novembre 1746 nominato vescovo di Quito)
- José Javier de Arauz y Rojas † (28 novembre 1746 - 28 maggio 1753 nominato arcivescovo di Santafé en Nueva Granada)
- Fernando Camacho y Rojas † (28 maggio 1753 - 1754 deceduto)
- Nicolás Gil Martínez y Malo † (4 agosto 1755 - 4 aprile 1763 deceduto)
- Agustín Camacho y Rojas, O.P. † (20 agosto 1764 - 4 marzo 1771 nominato arcivescovo di Santafé en Nueva Granada)
- Francisco Javier Calvo † (4 marzo 1771 - 22 dicembre 1773 deceduto)
- Francisco Navarro † (13 marzo 1775 - novembre 1788 deceduto)
- Anselmo José de Fraga y Márquez † (29 marzo 1790 - 1794 deceduto)
- José Alejandro de Egües y Villamar † (1º giugno 1795 - 1797 deceduto)
- Diego Santamaría Cevallos, O.F.M.Obs. † (17 aprile 1798 - prima del 4 luglio 1801 deceduto)
- Eugenio de la Santísima Trinidad Sesé, C.R.S.A. † (28 settembre 1801 - 31 ottobre 1803 deceduto)
- Miguel Sánchez Cerrudo, O.F.M.Obs. † (20 agosto 1804 - 4 agosto 1810 deceduto)
- Manuel Redondo y Gómez † (19 aprile 1811 - 1813 deceduto)
  - Sede vacante (1813-1817)
- Antonio Gómez Polanco, O.F.M.Obs. † (28 luglio 1817 - 13 dicembre 1820 deceduto)
  - Sede vacante (1820-1827)
- José María Esteves † (21 maggio 1827 - 15 ottobre 1834 deceduto)
- José Luis Serrano † (1º febbraio 1836 - 12 maggio 1852 deceduto)
- Bernabé Rojas, O.P. † (13 gennaio 1854 - 13 aprile 1858 deceduto)
  - Sede vacante (1858-1875)
  - Vicente Arbeláez Gómez † (13 maggio 1859 - 6 dicembre 1864)[13] (vicario apostolico)
- José Romero † (5 luglio 1875[14] - 22 settembre 1891 deceduto)[15]
- Rafael Celedón † (17 dicembre 1891 - 10 dicembre 1902 deceduto)[16]
- Francisco Simón y Ródenas, O.F.M.Cap. † (11 giugno 1904 - 2 dicembre 1912 dimesso[17])
- Francesco Cristoforo Toro † (16 dicembre 1913 - 8 febbraio 1917 nominato vescovo di Antioquía-Jericó)
- Joaquín García Benítez, C.I.M. † (15 settembre 1917 - 14 maggio 1942 nominato arcivescovo di Medellín)
- Bernardo Botero Álvarez, C.M. † (5 luglio 1944 - 29 maggio 1956 nominato arcivescovo di Nueva Pamplona)
- Norberto Forero y García † (29 maggio[18] 1956 - 2 giugno 1971 ritirato)
- Javier Naranjo Villegas † (2 giugno 1971 - 24 luglio 1980 dimesso)
- Félix María Torres Parra  † (11 dicembre 1980 - 11 maggio 1987 nominato arcivescovo di Barranquilla)
- Hugo Eugenio Puccini Banfi (4 dicembre 1987 - 5 agosto 2014 ritirato)
- Luis Adriano Piedrahita Sandoval † (5 agosto 2014 - 11 gennaio 2021 deceduto)
- José Mario Bacci Trespalacios, C.I.M., dal 19 novembre 2021

## Statistiche
La diocesi nel 2022 su una popolazione di 950.000 persone contava 855.000 battezzati, corrispondenti al 90,0% del totale.
| anno | popolazione | popolazione | popolazione | presbiteri | presbiteri | presbiteri | presbiteri                | diaconi | religiosi | religiosi | parrocchie |
| anno | battezzati  | totale      | %           | numero     | secolari   | regolari   | battezzati per presbitero | diaconi | uomini    | donne     | parrocchie |
| ---- | ----------- | ----------- | ----------- | ---------- | ---------- | ---------- | ------------------------- | ------- | --------- | --------- | ---------- |
| 1950 | 400.000     | 405.000     | 98,8        | 79         | 53         | 26         | 5.063                     |         | 30        | 133       | 36         |
| 1965 | 495.000     | 500.000     | 99,0        | 60         | 45         | 15         | 8.250                     |         | 15        | 145       | 29         |
| 1968 | 600.000     | 611.000     | 98,2        | 59         | 45         | 14         | 10.169                    |         | 18        | 134       | 33         |
| 1976 | 634.000     | 695.000     | 91,2        | 49         | 36         | 13         | 12.938                    |         | 17        | 158       | 36         |
| 1980 | 653.000     | 667.000     | 97,9        | 46         | 39         | 7          | 14.195                    |         | 13        | 160       | 39         |
| 1990 | 1.000.000   | 1.138.000   | 87,9        | 54         | 43         | 11         | 18.518                    |         | 18        | 120       | 44         |
| 1999 | 1.096.952   | 1.218.836   | 90,0        | 75         | 65         | 10         | 14.626                    | 1       | 15        | 129       | 45         |
| 2000 | 1.096.952   | 1.218.836   | 90,0        | 85         | 71         | 14         | 12.905                    | 1       | 19        | 134       | 48         |
| 2001 | 1.096.652   | 1.218.836   | 90,0        | 90         | 75         | 15         | 12.185                    |         | 20        | 137       | 51         |
| 2002 | 1.096.952   | 1.218.836   | 90,0        | 90         | 76         | 14         | 12.188                    | 1       | 22        | 133       | 50         |
| 2003 | 1.096.952   | 1.218.836   | 90,0        | 93         | 79         | 14         | 11.795                    |         | 19        | 140       | 55         |
| 2004 | 922.200     | 1.108.496   | 83,2        | 90         | 77         | 13         | 10.246                    | 1       | 16        | 111       | 51         |
| 2010 | 680.000     | 780.000     | 87,2        | 82         | 72         | 10         | 8.292                     | 1       | 12        | 70        | 50         |
| 2014 | 737.100     | 833.600     | 88,4        | 80         | 67         | 13         | 9.213                     | 1       | 17        | 65        | 53         |
| 2017 | 776.858     | 855.000     | 90,9        | 84         | 73         | 11         | 9.248                     | 1       | 11        | 57        | 53         |
| 2020 | 809.000     | 925.000     | 87,5        | 80         | 68         | 12         | 10.112                    | 1       | 14        | 41        | 58         |
| 2022 | 855.000     | 950.000     | 90,0        | 72         | 65         | 7          | 11.875                    | 1       | 9         | 33        | 55         |